# フランツ＝クサーヴァー・ムルシュハウザー
フランツ・クサーヴァー・アントン・ムルシュハウザー（Franz Xaver Anton Murschhauser, 1663年7月1日 - 1738年1月6日）は、ドイツの作曲家、音楽理論家。

## 生涯
ムルシュハウザーは、1663年アルザス地方のサベルヌで生まれた。初め、1676年からミュンヘンの聖ペテロ教会学校で歌手及び器楽奏者として活躍した。1691年に ミュンヘンフラウンキルヘの音楽監督に任命され、死ぬまでその地位にあった。

## 作品
ムルシュハウザーはカトリック教徒の礼拝式に使用のための2つの音楽集を発行した。また10曲の賛美歌と1曲のラウダテ・ドミヌムの他、オルガンのための前奏曲とフーガやトッカータなどが残っている。
ムルシュハウザーはまた、音楽教育のための音楽理論に関する2つの論文を発表している。
- Fundamentalische kurz- und bequeme Handleitung sowohl zur Figural als Choral Musik （ミュンヘン、1707年）
- Academia musico-poetica bipartita, oder Hohe Schul der musicalischen Composition　（ニュルンベルク、1721年）

彼の音楽理論は当時としては保守的であり、後に同じく音楽家であり音楽理論家であったヨハン・マッテゾンによって批判された。